# Кичевска котловина
Кичевската котловина в западната част на Северна Македония е планинска речна долина, която се простира от запад на изток. Името ѝ идва от град Кичево, разположен в североизточния ѝ край.
От север е заградена от Чальойца планина, от юг са планините Баба и Турла, от запад – Бистра (Бистрица), от изток – Стърмол. Дъното на котловината е Кичевското поле. По средата му протича река Треска (Велика), чиито води го напояват изобилно. Кичевското поле е на надморска височина от 680 до 570 метра (най-ниската точка е при село Атища, 570 m). В южната част басейнът е разкъсан от напречни разломи.
Кичевската котловина на изток се свързва чрез Бродската клисура с Поречие, на югозапад чрез превала Пресека с долината Дебърца, а на север през превалите Стража и Буковик с долината Полог (Тетовското поле).
Геоложкият ѝ строеж е доста сложен, наблюдават се палеозойски шисти и триаски варовици по рамката и плиоценски и кватернерни седименти по дъното на басейна.